# Onze-Lieve-Vrouw-Hemelvaartkerk (Moerbeke)

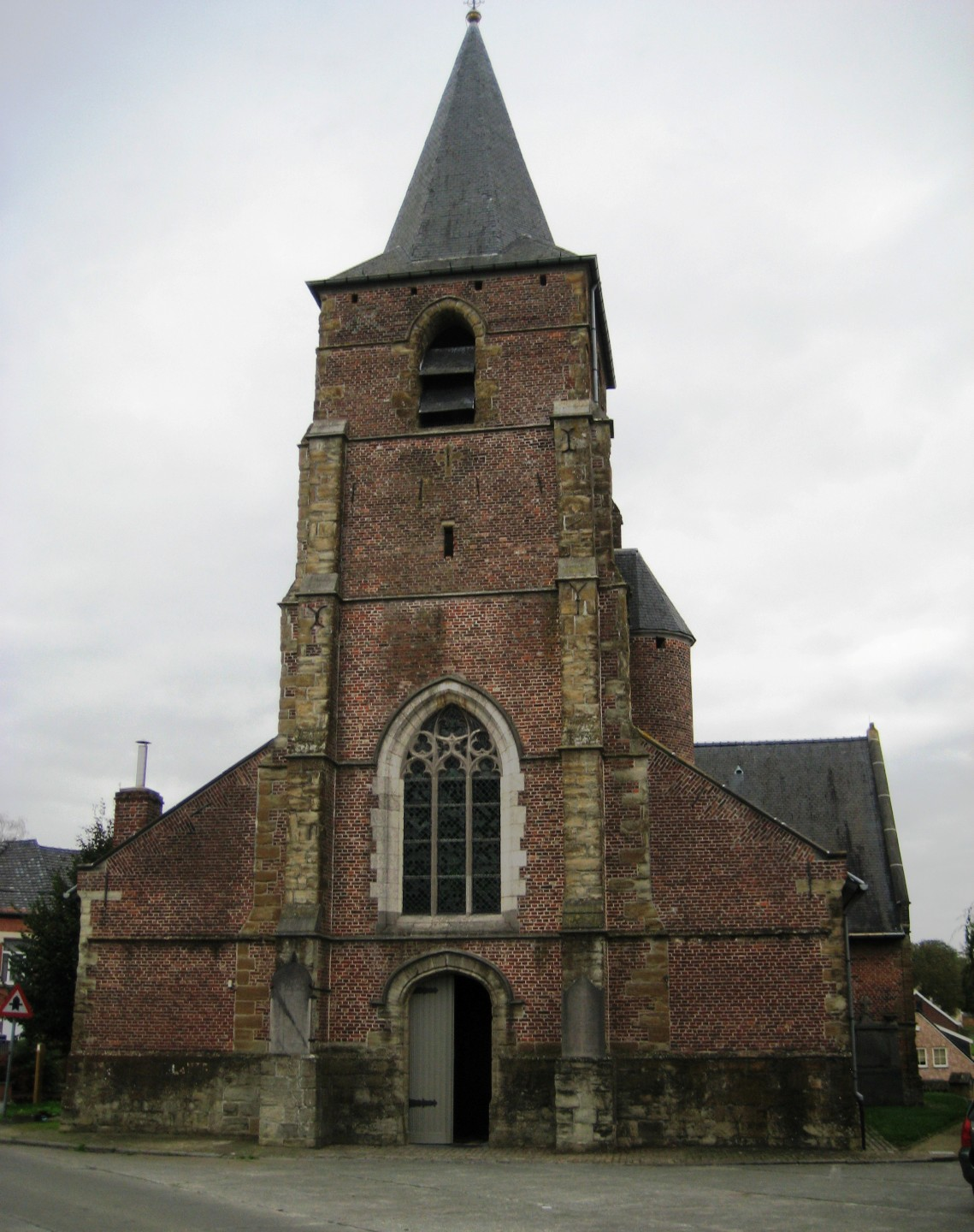
Onze-Lieve-Vrouw-Hemelvaartkerk

De Onze-Lieve-Vrouw-Hemelvaartkerk is de parochiekerk van de tot de Oost-Vlaamse gemeente Geraardsbergen behorende plaats Moerbeke, gelegen aan het Moerbekeplein.
De oudste delen van de kerk zijn 15e-eeuws. Het betrof een eenbeukig kerkgebouw waar in de 2e helft van de 18e eeuw twee zijbeuken werden bijgebouwd. Ook werd de kerk toen voorzien van stucwerk in rococostijl.
De kerk heeft een ingebouwde westtoren die vijf geledingen telt. De kerk werd uitgevoerd in baksteen met zandsteen uit de streek in diverse tinten. De kerk heeft een transept waarop ook metselaarstekens werden aangebracht.
De kerk is omringd door een kerkhof waarop zich onder meer een neogotische grafkapel bevindt.

## Interieur
Het kerkmeubilair is in hoofdzaak 18e-eeuws. Er is voorts een biechtstoel van 1636 en een doopvont van 1684.